# Sony Xperia ion
De Sony Xperia ion is een smartphone van het Japanse conglomeraat Sony uit 2012. Het toestel is een high-endsmartphone en was (in België) verkrijgbaar in zwart en rood.

## Scherm
Het beeldscherm heeft een beelddiagonaal van 11,6 cm (4,6 inch) met een resolutie van 1280x720 pixels. Het aanraakscherm is krasbestendig en ondersteunt multitouch-gebaren. De Xperia sola maakt gebruik van High Definition Reality Display-technologie en het 'BRAVIA-engine' van Sony. Door deze twee technieken wordt het scherm veel mooier weergegeven.

## Software
De Sony Xperia ion heeft als besturingssysteem Android 2.3, maar heeft inmiddels een update gekregen naar Googles Android 4.0, later wordt tevens een update verwacht naar versie 4.1. Net zoals vele andere Android-fabrikanten, gooit Sony ook een eigen grafische schil over het toestel, het Timescape UI. Hierin zijn Twitter en Facebook standaard geïntegreerd. Ook kan men er omgebouwde PlayStation-spellen op spelen en is het verbonden met het Sony Entertainment Network, dat gebruikers toestaat tot Music & Video Unlimited, een speciale streamingsapp vergelijkbaar met Spotify of Deezer. Sony zal in de telefoon ook gebruikmaken van de audiotechnologie 3D surround sound met xLOUD. Volgens het bedrijf moet het geluid hierdoor veel sterker en helderder zijn.

## NFC
Daarnaast beschikt het toestel over NFC, dat in combinatie met 'Xperia Smart Tags' (NFC-chips) gebruikt kan worden.De NFC-chips kunnen vervolgens worden gebruikt voor laagwaardige financiële transacties, om bijvoorbeeld applicaties uit de Google Play-appwinkel te kopen.